# مديرية جاتجام
مديرية جاتجام هي منطقة تقع في المنطقة الجنوبية الشرقية من بنغلاديش. كجزء من محافظة جاتجام. وتقع بها مدينة جاتجام الساحلية، ثاني أكبر مدينة في بنغلاديش.

## التاريخ
بسبب المرفأ الطبيعي، كانت جاتجام موقعًا مهمًا للتجارة، وجذبت التجار العرب في وقت مبكر من القرن التاسع الميلادي. وقعت المنطقة تحت حكم ملوك راخين في القرنين السادس عشر والسابع عشر، ولكن لاحقًا غزا جيش المغول بقيادة شايستا خان جاتجام. وخلال القرن السابع عشر واجهت المديرية أيضًا الكثير من هجمات القراصنة البرتغاليين. أسس المغول جاتجام كمديرية في عام 1666. ومديرية جاتجام هي ثاني أكبر منطقة في بنغلاديش. وتعد مديرية جاتجام ثاني أكبر مديرية بعد مديرية دكا. وفي عام 1947 أصبحت جاتجام تحت حكم باكستان وأصبحت جزءًا من إقليم شرق باكستان. وكان ميناء جاتجام بقعة كبيرة لصادرات وواردات باكستان.

## الدين
تضم منطقة جاتجام 13148 مسجدًا و1025 معبدًا هندوسيًا و535 معبدًا بوذيًا و192 كنيسة.

## انظر أيضُا
- جاتجام
- محافظة جاتجام
- أقاليم بنغلاديش